# Heinrich Braun (botaniker)
Heinrich Braun, född 1851 i Wien, död på samma plats 1920, var en österrikisk botaniker. Han reviderade flera kritiska släkten som Rosa, Mentha och Thymus. Braun var även stadsråd i Wien.
Auktorsnamnet Heinr.Braun kan användas för Heinrich Braun (botaniker) i samband med ett vetenskapligt namn inom botaniken; se Wikipediaartiklar som länkar till auktorsnamnet.